# Kulikovofältet
Kulikovofältet (ryska:Куликово поле,Kulikovo Pole) är ett fält i Tula oblast, Ryssland. Fältet är känt för att slaget vid Kulikovo var här, det hölls 8 september 1380.
Floden Don ligger i närheten. 140 km bort ligger staden Tula.